# Cessole
Cessole ist eine Gemeinde in der italienischen Provinz Asti (AT), Region Piemont.

## Lage und Einwohner
Cessole liegt rund 40 km südlich von der Provinzhauptstadt Asti entfernt, in der Region Langhe Astigiane. Das Gemeindegebiet umfasst eine Fläche von elf km² und hat 341 Einwohner (Stand 31. Dezember 2023). Zur Gemeinde zählt auch die Ortschaft Madonna della Neve. Die Nachbargemeinden sind Bubbio, Cossano Belbo, Loazzolo, Roccaverano und Vesime.

## Geschichte
Der Name der Stadt leitet sich wahrscheinlich von einem Patronym ab, das unter den ligurischen Stazielli, den sehr alten Bewohnern der Gegend, recht häufig vorkommt. Im Jahr 1142 ging Cessole als Erbe an den Marquis von Cortemilia Bonifacio Minore über und ging dann in den Besitz von Enrico, Marquis von Savona und Del Carretto über. Nach verschiedenen Ereignissen wurde es 1631 endgültig den Herzögen von Savoyen zugeteilt, in deren Machtbereich und Herrschaft es dann verbleiben sollte.

## Kulinarische Spezialitäten
In Cessole werden Reben für den Dolcetto d’Asti, einen Rotwein mit DOC-Status angebaut. Die Beeren der Rebsorten Spätburgunder und/oder Chardonnay dürfen zum Schaumwein Alta Langa verarbeitet werden. Die Muskateller-Rebe für den Asti Spumante, einen süßen DOCG-Schaumwein mit geringem Alkoholgehalt sowie für den Stillwein Moscato d’Asti wird hier ebenfalls angebaut. Aus der Rebsorte Brachetto wird der liebliche Schaumwein Brachetto d’Acqui hergestellt. In Cessole werden auch Reben der Sorte Barbera für den Barbera d’Asti, einen Rotwein mit DOCG Status angebaut.